# Dauphin (Saint Lucia)
Dauphin è un villaggio di Saint Lucia, situato nel quartiere omonimo.